# Xiangyang (köpinghuvudort i Kina, Yunnan Sheng, lat 26,76, long 103,25)
Xiangyang är en köpinghuvudort i Kina. Den ligger i provinsen Yunnan, i den sydvästra delen av landet, omkring 200 kilometer norr om provinshuvudstaden Kunming. Antalet invånare är 32 220. Befolkningen består av 13 946 kvinnor och 18 274 män. Barn under 15 år utgör 27,0 %, vuxna 15-64 år 65 %, och äldre över 65 år 6,0 %.
Runt Xiangyang är det ganska tätbefolkat, med 149 invånare per kvadratkilometer. Närmaste större samhälle är Laojiezi, 16,4 km nordväst om Xiangyang. Trakten runt Xiangyang består till största delen av jordbruksmark.
Genomsnittlig årsnederbörd är 898 millimeter. Den regnigaste månaden är juli, med i genomsnitt 197 mm nederbörd, och den torraste är januari, med 6 mm nederbörd.